# Hyalinobatrachium fleischmanni
Espèce
Synonymes
- Hylella fleischmanni Boettger, 1893
- Hylella chrysops Cope, 1894
- Centrolenella viridissima Taylor, 1942
- Cochranella decorata Taylor, 1958
- Cochranella millepunctata Taylor, 1958

Statut de conservation UICN

 LC  : Préoccupation mineure
Hyalinobatrachium fleischmanni est une espèce d'amphibiens, de la famille des Centrolenidae. Elle est ainsi nommée en l'honneur de Carl Fleischmann, son inventeur en 1892.

## Répartition
Cette espèce se rencontre au Mexique (Guerrero, Veracruz, Oaxaca, Chiapas et Tabasco), en Amérique centrale (Belize, Guatemala, Salvador, Honduras, Nicaragua, Costa Rica et Panama), en Colombie (basses terres de l'ouest, du nord et de la vallée du río Magdalena) et dans le nord-ouest de l'Équateur,.

## Description

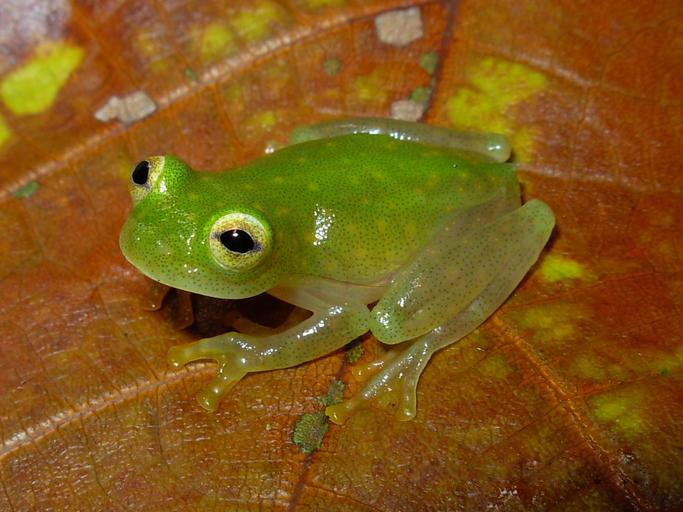
Hyalinobatrachium fleischmanni

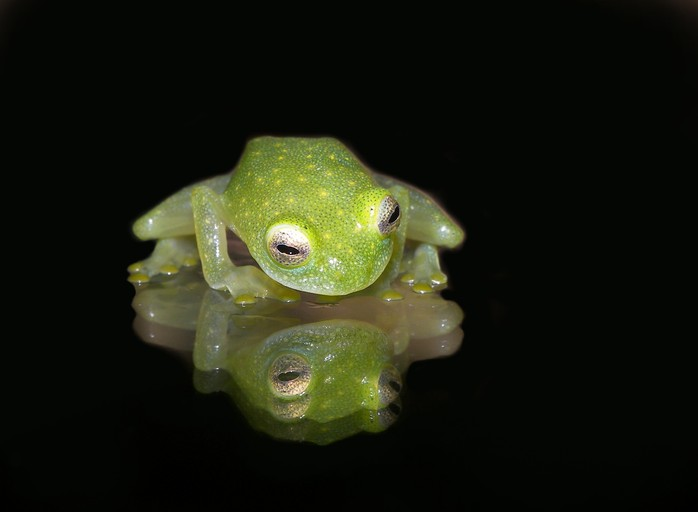
Hyalinobatrachium fleischmanni

Les mâles mesurent de 19,2 à 25,5 mm et les femelles de 23 à 32 mm.

## Éthologie
Le mâle « couve » les œufs pour maintenir leur humidité.
Hyalinobatrachium fleischmanni fait partie des « grenouilles de verre », ainsi nommées en raison de leur translucidité. En 2022, cette espèce fait l'objet d'une étude sur la modulation de cette translucidité : elle maintient activement des niveaux élevés de transparence pendant son sommeil diurne, transmettant alors de 34 à 61 % plus de lumière que dans toutes les autres conditions. Elle obtient ce résultat en stockant dans son foie 89 % de ses globules rouges, le plasma ne véhiculant plus que des globules rouges clairsemés ; la concentration en globules rouges du plasma revient à la normale au réveil,.